# Episodi de La storia della Arcana Famiglia

Luca, Pace, Libertà, Nova, Debito e Jolly

Questa è la lista degli episodi dell'anime La storia della Arcana Famiglia, ispirato alla serie di videogiochi omonima. È inedita in Italia.  
| Nº | Giapponese 「Kanji」 - Rōmaji - Titolo originale alternativo | In onda           | In onda |
| Nº | Giapponese 「Kanji」 - Rōmaji - Titolo originale alternativo | Giapponese        |         |
| 1  | 「誕生日の夜」 - Tanjōbi no yoru – "La notte del compleanno" | 1º luglio 2012    |         |
| 1  | Durante le celebrazioni per la festa di compleanno di Mondo, il leader dell'Arcana Famiglia, questi annuncia a sorpresa che ha l'intenzione d'andare in pensione; il proprio successore a capo dell'organizzazione sarà pertanto scelto con l'Arcana Duello, competizione che dovrà assegnar la palma del più forte tra i membri attuali della Famiglia. Il vincitore sposerà anche Felicità, la figlia di Mondo. La cosa però non piace particolarmente alla ragazza; Libertà e Nova gli assicurano allora che, se il vincitore sarà uno di loro due, la lasceranno libera senza costringerla a sposarsi contro la propria volontà. |                   |         |
| 2  | 「動物愛護警備隊長」 - Dōbutsu aigo keibitai chō – "Il Comandante della Squadra Protezione Animali" | 8 luglio 2012     |         |
| 2  | Felicità rammenta tra sé e sé il giorno in cui è entrata a far parte della Famiglia, ma presto i suoi pensieri si rivolgono al prossimo Arcana Duello. È sera tardi e si trova in giardino in compagnia di Libertà, quando si accorge di Nova il quale sembra alla ricerca di qualcosa: si tratta di un gattino che ha salvato quel giorno dalla strada. Siccome il luogo ove dimorano non permette di tener con sé animali di sorta, i tre decidono di trovar il proprietario del gatto per riconsegnarglielo. Dopo aver vagato inutilmente trovano Pace al ristorante mentre sta degustando un abbondante piatto di lasagne che li reindirizza da Debito. Questi aiuta il gruppetto a restringere la lista delle donne a cui può appartener l'animale, per via del nastrino profumato attorno al suo collo; Felicità riesce a guardar attraverso il cuore del gattino e vede il volto del proprietario, una donna bionda che indossa un abito blu di gran classe. Scoperte così le caratteristiche fisiche della signora Debito li manda dalla padrona del miglior negozio di vestiti della città, Federica. Come ringraziamento per aver recuperato Fran, l'animale che aveva perduto, dona a Felicità un bell'abito bianco. Libertà, Nova e Felicità possono così ritornarsene felicemente a casa; durante il cammino Nova fa notare alla ragazza che dovrebbe imparare a controllar un po' meglio i propri poteri Arcana e non guardar senza permesso all'interno dei cuori altrui. I tre infine s'incoraggiano vicendevolmente ed una forte determinazione e nuova speranza sorge in loro per poter vincere il Duello che si sta per svolgere. |                   |         |
| 3  | 「ピッコリーノ」 - Pikkorino – "Piccolino" | 15 luglio 2012    |         |
| 3  | Una delle cameriere di casa afferma risolutamente di aver veduto un fantasma aggirarsi furtivamente nelle cucine: Libertà e Felicità convincono, dopo molte insistenze, Nova ad aggregarsi a loro per verificar l'accaduto e capir se effettivamente si tratta d'uno spirito vagante. Poco dopo scoprono però ch'è tutta opera di Luca; l'ha fatto per impedir a Pace di portarsi via tutti i dolciumi preparati per la festa denominata 'giorno del Piccolino'. Il giorno seguente tutti i bambini della città si trovano nella grande chiesa: lo spettacolo è aperto da Luca, ma i suoi trucchetti magici non impressionano granché; tocca poi a Debito il quale si mette a raccontar una storia di paura riguardante il fantasma di un bambino rapito dal demonio che vive ancora all'interno dell'edificio. Pace e Luca intanto ricordano quando si divertivano e giocavano sempre assieme a Debito da piccoli nella stessa chiesa. Più tardi tutti escono all'aperto per andar a giocare a calcio; presto però s'alza un brutto vento e comincia a piovere forte. A casa Sumire convince Nova ad aggregarsi, seppur in ritardo, alla festa a cui s'è sempre rifiutato fino ad allora di partecipare. Mentre Debito e Luca in due gruppi separati accompagnano i bimbi alle rispettive abitazioni, Felicità e Libertà rimangono in chiesa con gli ultimi 2 bambini rimasti: in attesa Libertà racconta loro una storia di come un bambino (lui stesso) ha salvato la vita al capitano della nave (con le sembianze di Dante) su cui era imbarcato, ma s'interrompe di botto quando si rende conto che stava parlando a memoria ed aveva completamente dimenticato come si concludeva il racconto. Nova intanto è giunto in chiesa e i due ragazzi spiegano che sono oramai andati via tutti; ma, nascosto tra le colonne in piedi dietro di loro scorgono uno misterioso bambino di cui nessuno s'era mai accorto prima. Dice di chiamarsi Elmo e, mentre Libertà va in cantina in cerca d'una coperta per coprirlo dal freddo sopraggiunto, racconta a Felicità d'una strana ma dolcissima sensazione che gli sta nascendo dentro al petto. Quando Libertà torna con la coperta un fulmine lampeggia ed Elmo, vicino alla porta della chiesa, afferma ch'è ora di tornarsene a casa; Nova insiste per farlo attendere che la tempesta si calmi, ma Elmo di colpo esce. Nova lo segue ma fuori dal portone non c'è nessuno, è scomparso proprio come fosse un fantasma: Jolly nella sua stanza sembra chiedere a qualcuno che non si vede: "ebbene, ti sei divertito oggi?" |                   |         |
| 4  | 「仮面の告白」 - Kamen no kokuhaku – "Confessioni di una maschera" | 22 luglio 2012    |         |
| 4  | Sumire affida a Libertà e Felicità il compito d'andar a consegnar una sciarpa alla signora Johanna, sua cara amica; tuttavia, a causa d'improvvisi ricordi riaffiorati alla mente del ragazzo dal suo più remoto passato i due hanno un incidente: debbono così passar il resto della giornata lavorando per il proprietario del negozio che hanno danneggiato. Scoperta all'interno, tra varie cianfrusaglie, una maschera che gli sembra familiare si ricorda improvvisamente che fu proprio un uomo mascherato a salvarlo dall'orribile orfanotrofio dove era stato obbligato a vivere da piccolo. Dopo aver letto casualmente il cuore di Dante ed aver così veduto un frammento del passato di Libertà, Felicità ha la conferma che il salvatore mascherato dell'amico è stato proprio Dante: l'uomo però ha sigillato i ricordi di Libertà, fino a che il potere dato dalle parole posseduto dal giovane non si fosse affinato, potendolo perfettamente controllare. Ma Libertà, impaziente, chiede alla ragazza di guardargli nel cuore, sperando in tal modo di poter far riaffiorar i ricordi dimenticati; la giovane però è costretta a rifiutare a causa della promessa fatta a Dante di non rivelar nulla prima del giusto tempo. La ragione per cui il sigillo della dimenticanza non è ancora stato rimosso da Libertà è dovuto al fatto che il ragazzo non ha a tutt'oggi abbastanza forza per accettare il proprio passato, e quindi anche il proprio destino. |                   |         |
| 5  | 「おさななじみ」 - Osananajimi – "Amici d'infanzia" | 29 luglio 2012    |         |
| 5  | Dopo quel ch'è accaduto tra loro Libertà cerca d'evitar per l'imbarazzo Felicità; anche a questo proposito il ragazzo ha un confronto con Nova, e a quest'ultimo capita di ricordare quando incontrò la prima volta Sumire e Mondo assieme alla piccola Felicità, considerata fin da allora sua promessa sposa; e di come questa lo fece sentir immediatamente come fosse a casa sua. Il giorno seguente a Felicità capita di pattugliare le vie del centro cittadino assieme a Nova, e riescono tra l'altro a fermare alcuni ladri che han tentato di rubare il portafogli di un ospite del Casinò amministrato da Debito. Quella notte Nova sogna i suoi veri genitori, i quali avevano a suo tempo cercato di guadagnarsi i favori di Sumire e Mondo per assumere un po' alla volta il controllo dell'Arcana Famiglia; questo utilizzando proprio il figlioletto come una pedina. La mattina dopo viene informato da uno dei suoi subordinati che sembra esservi stata una distribuzione ineguale dei fondi, tra quelli destinati in particolare alla divisione di ricerca; il giovane invia Felicità ad indagare usando tutta la discrezione del caso. Jolly pare non fare troppe obiezioni all'ispezione, anzi le porge spontaneamente tutti i documenti in suo possesso, invitandola a tornare se avesse bisogno di saper altro. Dopo che la ragazza è uscita, l'alchimista apre una tenda dietro cui si trova un grande serbatoio cilindrico ricolmo d'uno strano liquido e al cui interno pare galleggiar una forma umana infantile. Tra le carte consegnategli da Jolly Nova trova anche le cartelle cliniche dei propri genitori, fatti addormentare dallo stesso Nova tempo addietro utilizzando a tal scopo la propria abilità arcana di Morte; questo per impedire loro di tramar ancora contro la Famiglia. Conosciuta la storia Felicità non riesce a trattenere le lacrime e pensa che gli piacerebbe tanto poter far qualcosa per entrambi i suoi amici, Libertà e Nova, così interiormente sofferenti. |                   |         |
| 6  | 「船上決戦!」 - Senjō kessen! – "A bordo! - La battaglia finale" | 5 agosto 2012     |         |
| 6  | L'intero gruppo operativo dell'Arcana Famiglia si riunisce per prender provvedimenti dopo aver ricevuto la notizia che il padre di Nova è stato rapito da alcuni pirati e condotto via dormiente: Felicità, Libertà e Nova si dirigono di nascosto a bordo della nave ormeggiata davanti al porto in cui pensano possa trovarsi prigioniero l'uomo. Mentre Nova usa i suoi poteri arcani per metter a dormire i pirati gli altri due trovano il padre di Nova e lo portano fuori: giunti sul ponte però si accorgono ben presto che un uomo mascherato li sta attendendo; egli indossa lo stesso costume usato da Dante quando ha liberato Libertà dall'orfanotrofio. Il difficile combattimento permette ai due giovani di controllar al meglio i propri poteri; è stato difatti tutto un piano di Dante e gli altri per dar l'opportunità ai tre giovani di accrescere la propria forza ed aiutarli così ad essere al top prima dell'Arcana Duello. Si ritrovano infine nella cella sotterranea delle punizioni: Jolly li informa che il padre di Nova è sano e salvo e loro sono stati trovati privi di sensi sulla riva, passeranno la notte lì perché hanno disubbidito agli ordini di non immischiarsi nel caso. |                   |         |
| 7  | 「それぞれの秘密」 - Sorezoreno himitsu – "Rispettivi segreti" | 12 agosto 2012    |         |
| 7  | Pace, Debito e Felicità vengono accompagnati da Luca nella sua 'base segreta', un giardino nascosto in mezzo al bosco che usa per coltivare in santa pace le erbe alchemiche senza il pericolo che gli vengano sottratte da Jolly. Raggiunta una grotta, ch'è anche l'ingresso del giardino segreto, oltrepassano una dopo l'altra tutte le trappole installate da Luca per impedir l'ingresso a Jolly. Mentre si trovano poi seduti a pranzo irrompono Nova e Libertà che ne avevano seguito le tracce: avevano una lettera di Sumire da consegnare personalmente e con urgenza a Felicità. In città era capitato loro d'inseguir una ragazza che fuggiva dal Casinò per aver barato e si ritrovano accidentalmente legati ai polsi dalle manette di Debito; un'indovina chiromante scioglie subito dopo per loro l'enigma su come fare per ritrovar Felicità: debbon seguir fedelmente le tracce del gattino bianco Fran di Federica. Giungono in tal modo all'ingresso della grotta del giardino di Luca. Superate tutte le trappole e gli ordigni vari disseminati raggiungono gli altri; il gatto aveva seguito uno speciale profumo lasciato appositamente lungo la strada da Luca. Nova può allora consegnar la lettera e Felicità, dopo averla letta arrossisce: vi è scritto di dare un bel bacio ai due ragazzi che si son dati così tanto da fare per lei. L'indovina era in realtà l'amica di Sumire, Johanna, travestita. Dopo che Pace ha scattato una foto ricordo di tutti e 6, ognuno ne prende una copia da conservare e se ne torna a casa coi propri personali pensieri e preoccupazioni. |                   |         |
| 8  | 「闇の中の月」 - Yami no nakano gatsu – "La luna nel buio" | 19 agosto 2012    |         |
| 8  | Elmo è felice delle cure che pare rivolgergli Jolly e Felicità ne è sorpresa, conoscendolo invece come tipo dal carattere assolutamente scontroso e riservato, non adatto certo ad aver a che fare coi bambini: viene anche a conoscenza che sia Luca che Debito son stati suoi allievi, quest'ultimo però anche a causa dell'evento traumatico che gli ha fatto perder l'occhio destro soffre d'incubi ricorrenti e non riesce a riposar a sufficienza. Pace preoccupato per l'amico fa visita a Jolly chiedendogli espressamente di smetterla di tormentare Debito; confidandosi con Nova, Felicità capisce che anche lui nutre dei sospetti nei confronti dell'inaccessibile Jolly. Durante le pulizie della chiesa sia Libertà e Nova, sia i tre amici d'infanzia, Pace, Luca e Debito, evolvono i propri sentimenti e comprensione reciproca nei confronti degli altri; ma ad un certo momento compare Jolly con la chiara intenzione di provocarli ed istigarli. Perse le staffe Pace lo attacca e il loro scontro dura fino a che Jolly non viene convinto a lasciarli soli. Quella sera tardi Felicità accompagnata da Libertà e Nova decide d'aver un chiarimento con Jolly e si presenta al suo laboratorio sotterraneo: qui, appena entrati, scorgono una forma umana infantile immersa in una pozione liquida, si tratta di un homunculs creato coi poteri dell'Alchimia, di cui è Jolly è sommo maestro. |                   |         |
| 9  | 「運命の輪」 - Unmei no wa – "La ruota della fortuna" | 26 agosto 2012    |         |
| 9  | Dopo aver scoperto che Jolly lavora a ricerche alchemiche per la produzione dell'homunculus, Felicità chiede spiegazioni chiare ed esaurienti a Jolly il quale, affrontato in maniera così diretta, non può esimersi dal raccontar a Felicità anche la verità riguardante la 2° carta con la quale ella ha un 'contratto' stipulato - sembra - fin dalla nascita: La Ruota della Fortuna. Quand'era ancora una bambina ha salvato la vita di Sumire rimasta gravemente ferita a seguito dell'utilizzo da parte sua della carta del Giudizio, i cui effetti deleteri sono stati riassorbiti per l'appunto con la Ruota della Fortuna. In seguito Felicità, recatasi al capezzale del padre, ha un colloquio proprio con Sumire, che le rivela il motivo per cui egli ha scelto di sopportar per il tempo che ancora gli rimane da vivere il peso della carta del Mondo: la ragazza è decisa più che mai a tentar di salvar il padre, anche se ciò comportasse gravi pericoli per la propria stessa incolumità fisica. |                   |         |
| 10 | 「アルカナ・ファミリア」 - Arukana. famiria – "Arcana Famiglia" | 2 settembre 2012  |         |
| 10 | Felicità utilizza, ancor prima d'averne preso pienamente il controllo, la Ruota della Fortuna il cui simbolo arcano ha impressa sulla schiena; questo per cercar di cambiar il rapporto esistente tra il padre e la carta del Mondo (che lo sta, poco alla volta ma irreversibilmente, consumando). Purtroppo però l'effetto su di lei è la perdita complessiva della memoria: Dante si precipita nella stanza per fermarla, ma vi giunge c'è oramai troppo tardi. Nova, Libertà e gli altri membri della Famiglia studiano allora un modo per poter far tornar la memoria alla loro cara, accusando però nel contempo Jolly d'aver la responsabilità d'avergli consigliato d'usar la carta della Ruota senza avvisarla di tutte le possibili conseguenze negative per lei. Allora Jolly col potere concessogli dalla Luna prova a liberar la mente di Felicità, assistito in ciò da Mondo. Ma soltanto grazie al contributo dei due innamorati della ragazza, Libertà e Nova, si riesce a riportarla in sé alla sua coscienza originaria. Infine però la stessa Felicità sente Jolly Dante borbottare in corridoio: la condizione simbiotica negativa tra il padre e la carta del Mondo non è cambiata neppure dopo l'intervento della Ruota, l'uomo rimane perciò in grave pericolo di vita. |                   |         |
| 11 | 「アルカナ・トリアンゴロ」 - Arukana. toriangoro – "Arcano triangolo" | 9 settembre 2012  |         |
| 11 | Felicità sente la voce della propria carta protettrice, Gli Amanti, la qual gli rivela che, se vuol usar senza alcun rischio e pericolo la Ruota deve chieder assistenza e supporto proprio a lei, Gli Amanti: ma la carta non può far nulla per aiutarla e riassorbire gli effetti negativi della Ruota fino a quando Felicità non abbia scelto - tra Libertà e Nova - con chi condividere l'Amore. Nel frattempo tutti i membri della Famiglia si esercitano nelle loro ultime pratiche di allenamento prima dell'attesissimo 'Arcana Duello'. |                   |         |
| 12 | 「アルカナ・デュエロ」 - Arukana. deyuero – "Arcano duello" | 16 settembre 2012 |         |
| 12 | Tutto è ormai pronto, il gran giorno è giunto; nella grande arena dei combattimenti Mondo e Sumire danno ufficialmente inizio al confronto: colui che si dimostrerà esser il più forte potrà sfidare Mondo ed aver la mano di Felicità. La stessa ragazza partecipa e via via riesce a sbaragliare Debito, Luca e Pace. Giunti in finale, Libertà e Nova s'affrontano tra di loro ma la singolar tenzone finisce in parità in quanto entrambi perdono i sensi colti da collasso durante la battaglia. Felicità, eletta vincitrice a tavolino, affronta allora Mondo e lo sconfigge; sarà lei a succedergli quando il padre non avrà più le forze per continuar a sostener su di sé il Mondo. Su chi sarà il suo futuro sposo invece rimane una questione in sospeso: dovrà esser la stessa ragazza a deciderlo quando avrà raggiunto la sicurezza su chi ama. |                   |         |